# Mayriella
Mayriella es un género de hormigas perteneciente a la familia Formicidae, categorizado en la tribu Crematogastrini. Fue descrito por Auguste Forel en 1902.

## Especies
- Mayriella abstinens Forel, 1902
- Mayriella ebbei Shattuck & Barnett, 2007
- Mayriella granulata Dlussky & Radchenko, 1990
- Mayriella occidua Shattuck, 2007
- Mayriella overbecki Viehmeyer, 1925
- Mayriella sharpi Shattuck & Barnett, 2007
- Mayriella spinosior Wheeler, W.M., 1935
- Mayriella transfuga Baroni Urbani, 1977
- Mayriella warchalowskii Borowiec, 2007